# Diecéze Funchal
Diecéze Funchal (latinsky Dioecesis Funchalensis) je římskokatolická diecéze na území Portugalska se sídlem v městě Funchal a s katedrálou Nanebevzetí P. Marie. Je sufragánní diecézí vůči arcidiecézi lisabonské. Diecéze zahrnuje souostroví Madeira. Důležitým centrem diecéze je kostel Panny Marie ve funchalské čtvrti Monte, kde je pohřben císař bl. Karel I.

## Historie
Diecéze Funchal byla zřízena 12. ledna 1545 papežem Lvem X. jako sufragánní vůči arcidiecézi lisabonské. Její jurisdikce byla původně vymezena všemi teritorii, které Portugalci objeví v Atlantiku a Indickém oceánu. V letech 1533–1551 byla metropolitní arcidiecézí, ale následně se opět stala diecézí sufragánní vůči lisabonskému patriarchátu.